# Route nationale 19 (Burkina Faso)
Pour les articles homonymes, voir Route nationale 19.
La route nationale 19 (RN 19) est une route du Burkina Faso allant de Kantchari, près de la frontière nigérienne, à Kompienga puis à la frontière togolaise, en passant par Nadiagou près de la frontière béninoise. Sa longueur est d'environ 170 km, avec un bitumage complet entrepris entre 2017 à 2019.

## Historique
La route nationale traverse des régions enclavées de l'Est du pays, dont certains tronçons étaient peu praticables. Route intégralement en latérite, un financement de la Banque islamique de développement (96%) et de l'État burkinabè (4%) de 31,613 milliards de francs CFA (soit environ 48 millions d'euros), permet de la bitumer sur pratiquement l'ensemble de son tracé entre décembre 2017 et 2020.

## Tracé
- Route nationale 4 à Kantchari
  - Boudiéri
  - Tapoa-Djerma
- Diapaga
  - Namounou
  - Yobri
  - réserve d'Arly
- Madjoari
  - Tambarga
  - Singou
  - Tindangou
- Route nationale 18 à Nadiagou vers la frontière entre le Bénin et le Burkina Faso à Porga rejoignant la Route nationale inter-états 3 vers Dassari
  - Kompienga
  - Pognoa-Sankoado
  - Pognoa-Tikonti
- Frontière entre le Burkina Faso et le Togo à Ponio au Togo